# Unadilla (villa)
Unadilla es una villa ubicada en el condado de Otsego en el estado estadounidense de Nueva York. En el año 2000 tenía una población de 1,127 habitantes y una densidad poblacional de 403 personas por km².

## Geografía
Unadilla se encuentra ubicada en las coordenadas 42°19′36″N 75°18′54″O / 42.32667, -75.31500.

## Demografía
Según la Oficina del Censo en 2000 los ingresos medios por hogar en la localidad eran de $34,886, y los ingresos medios por familia eran $39,097. Los hombres tenían unos ingresos medios de $29,808 frente a los $22,500 para las mujeres. La renta per cápita para la localidad era de $19,687. Alrededor del 10.8% de la población estaban por debajo del umbral de pobreza.